# وایسریتسکرایس
وایسریتسکرایس (به آلمانی: Weißeritzkreis) یک ناحیه در آلمان است که در Dresden Government Region واقع شده‌است. وایسریتسکرایس ۱۲۴٬۰۹۱ نفر جمعیت دارد.